# باراتشينار

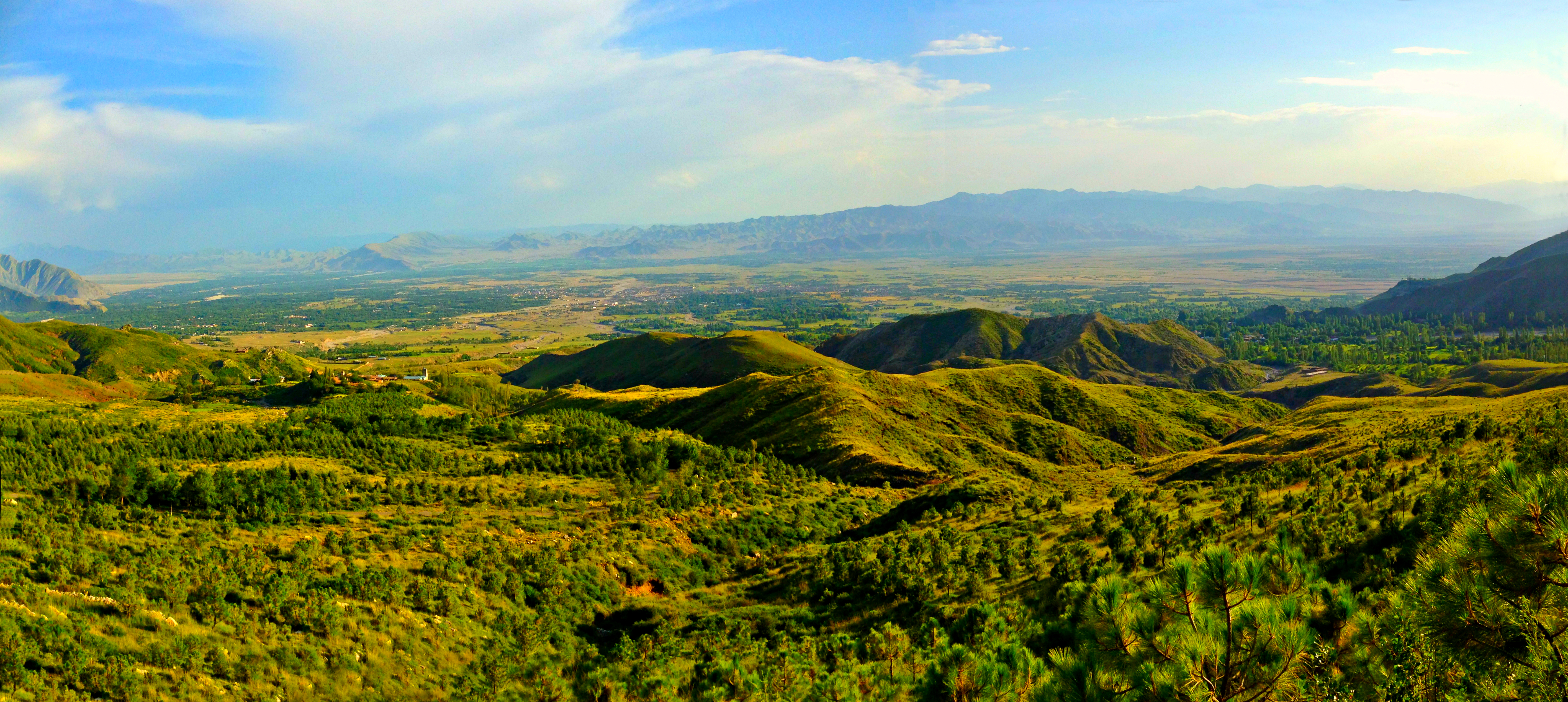
جبال باراتشينار

باراتشينار (الأردية: پاڑاچنار، الباشتو: پاړاچنار) هي عاصمة كورام، FATA (المناطق القبلية) من باكستان. فهي تقع في حوالي 290 كيلومترا إلى الغرب من العاصمة إسلام اباد. وهي تقع على رقبة من جنوب إقليم بيشاور الباكستانية، المتاخمة لمقاطعة باكتيا في أفغانستان، وهي أقرب نقطة في باكستان إلى كابول والحدود في منطقة تورا بورا في أفغانستان.

## المناخ
يظهر الجدول التالي التغييرات المناخية على مدار السنة لباراتشينار:
| البيانات المناخية لـباراتشينار    | البيانات المناخية لـباراتشينار | البيانات المناخية لـباراتشينار | البيانات المناخية لـباراتشينار | البيانات المناخية لـباراتشينار | البيانات المناخية لـباراتشينار | البيانات المناخية لـباراتشينار | البيانات المناخية لـباراتشينار | البيانات المناخية لـباراتشينار | البيانات المناخية لـباراتشينار | البيانات المناخية لـباراتشينار | البيانات المناخية لـباراتشينار | البيانات المناخية لـباراتشينار | البيانات المناخية لـباراتشينار |
| الشهر                             | يناير                          | فبراير                         | مارس                           | أبريل                          | مايو                           | يونيو                          | يوليو                          | أغسطس                          | سبتمبر                         | أكتوبر                         | نوفمبر                         | ديسمبر                         | المعدل السنوي                  |
| --------------------------------- | ------------------------------ | ------------------------------ | ------------------------------ | ------------------------------ | ------------------------------ | ------------------------------ | ------------------------------ | ------------------------------ | ------------------------------ | ------------------------------ | ------------------------------ | ------------------------------ | ------------------------------ |
| الدرجة القصوى °م (°ف)             | 20.6 (69.1)                    | 20.2 (68.4)                    | 29.0 (84.2)                    | 31.7 (89.1)                    | 37.4 (99.3)                    | 38.6 (101.5)                   | 36.4 (97.5)                    | 34.6 (94.3)                    | 36.2 (97.2)                    | 32.2 (90.0)                    | 26.3 (79.3)                    | 23.0 (73.4)                    | 38.6 (101.5)                   |
| متوسط درجة الحرارة الكبرى °م (°ف) | 9.9 (49.8)                     | 10.4 (50.7)                    | 14.9 (58.8)                    | 21.3 (70.3)                    | 26.6 (79.9)                    | 30.7 (87.3)                    | 29.6 (85.3)                    | 28.4 (83.1)                    | 27.1 (80.8)                    | 23.2 (73.8)                    | 18.2 (64.8)                    | 12.7 (54.9)                    | 21.1 (70.0)                    |
| المتوسط اليومي °م (°ف)            | 4.2 (39.6)                     | 4.8 (40.6)                     | 9.6 (49.3)                     | 15.6 (60.1)                    | 20.3 (68.5)                    | 24.5 (76.1)                    | 24.5 (76.1)                    | 23.5 (74.3)                    | 21.3 (70.3)                    | 16.7 (62.1)                    | 11.5 (52.7)                    | 6.7 (44.1)                     | 15.3 (59.5)                    |
| متوسط درجة الحرارة الصغرى °م (°ف) | −1.6 (29.1)                    | −0.8 (30.6)                    | 4.2 (39.6)                     | 9.9 (49.8)                     | 14.1 (57.4)                    | 18.3 (64.9)                    | 19.5 (67.1)                    | 18.5 (65.3)                    | 15.6 (60.1)                    | 10.2 (50.4)                    | 5.0 (41.0)                     | 0.7 (33.3)                     | 9.47 (49.05)                   |
| أدنى درجة حرارة °م (°ف)           | −15 (5)                        | −11.2 (11.8)                   | −6.6 (20.1)                    | 1.7 (35.1)                     | 5.2 (41.4)                     | 8.0 (46.4)                     | 13.3 (55.9)                    | 12.8 (55.0)                    | 6.1 (43.0)                     | 3.4 (38.1)                     | −2.0 (28.4)                    | −7.2 (19.0)                    | −15 (5)                        |
| الهطول مم (إنش)                   | 44.9 (1.77)                    | 73.3 (2.89)                    | 127.3 (5.01)                   | 87.6 (3.45)                    | 65.8 (2.59)                    | 44.8 (1.76)                    | 107.1 (4.22)                   | 102.2 (4.02)                   | 55.1 (2.17)                    | 22.4 (0.88)                    | 17.4 (0.69)                    | 33.8 (1.33)                    | 781.7 (30.78)                  |
| ساعات سطوع الشمس الشهرية          | 214.5                          | 198.8                          | 209.4                          | 233.5                          | 292.1                          | 297.3                          | 285.7                          | 280.6                          | 270.2                          | 284.3                          | 260.1                          | 199.2                          | 3٬025٫7                        |
| المصدر: NOAA (1971-1990)          |                                |                                |                                |                                |                                |                                |                                |                                |                                |                                |                                |                                |                                |